# Convertidor elevador

Fig. 1: Esquema básico de un convertidor elevador. El interruptor suele ser un MOSFET, IGBT o BJT.

El convertidor elevador o convertidor boost (del inglés boost converter) es un convertidor DC a DC que obtiene a su salida una tensión continua mayor que a su entrada. Es un tipo de fuente de alimentación conmutada que contiene al menos dos interruptores semiconductores (diodo y transistor), y al menos un elemento para almacenar energía (condensador, bobina o combinación de ambos). Frecuentemente se añaden filtros construidos con inductores y condensadores para mejorar el rendimiento.
Un conector de suministro de energía habitual no se puede conectar directamente a dispositivos como ordenadores, relojes o teléfonos. La conexión de suministro genera una tensión alterna (AC) y los dispositivos requieren tensiones continuas (DC). La conversión de potencia permite que dispositivos de continua utilicen energía de fuentes de alterna, este es un proceso llamado conversión AC a DC y en él se usan convertidores AC a DC como rectificadores.
La energía también puede provenir de fuentes DC como baterías, paneles solares, rectificadores y generadores DC, pero ser de niveles inadecuados. El proceso de cambiar una tensión de continua a otra diferente es llamado conversión DC a DC. Un convertidor elevador es uno de los tipos de convertidores DC a DC. Presenta una tensión de salida mayor que la tensión de la fuente, pero la corriente de salida es menor que la de entrada.

## Historia
Para aumentar la eficiencia, las fuentes conmutadas deben activarse y desactivarse rápidamente y tener bajas pérdidas. La llegada de los dispositivos semiconductores de conmutación de la década de 1950 supuso el mayor hito y provocó que fuentes conmutadas como el convertidor elevador fuesen posibles. Los interruptores semiconductores pueden conmutar rápidamente y ser más duraderos que otros conmutadores como válvulas de vacío o relés electromecánicos.
El mayor desarrollo de los convertidores DC a DC se produjo a principios de la década de 1960 cuando los interruptores semiconductores fueron dispositivos accesibles, además se aplicaron en la industria aeroespacial, que necesitaba pequeños, ligeros y eficientes convertidores.
En 1977 R.D. Middlebrook (CalTech) publicó los modelos para convertidores DC a DC usados hoy en día usando el modelo del espacio de estados.

## Análisis del circuito

Fig. 2: Las dos configuraciones de un elevador. (a) La energía se transfiere de la fuente a la bobina y del condensador a la carga. (b) la energía se transfiere de la fuente y de la bobina al condensador y a la carga.

El principio básico del convertidor elevador consiste en dos estados distintos dependiendo del estado del interruptor S (ver fig. 2):
- Cuando el interruptor está cerrado (On-state) la bobina L almacena energía de la fuente, a la vez la carga es alimentada por el condensador C.
- Cuando el interruptor está abierto (Off-state) el único camino para la corriente es a través del diodo D y circula por el condensador (hasta que se carga completamente) y la carga.

Existen dos situaciones de funcionamiento: Modo continuo (toda la energía se transfiere a la carga, sin llegar a que la corriente se anule), y Modo Discontinuo (la carga consume menos de lo que el circuito puede entregar en un ciclo).

### Modo continuo

Fig. 3:Formas de onda de corriente y voltaje en un convertidor Boost operando en modo continuo.

Cuando un convertidor elevador opera en modo continuo, la corriente a través del inductor (IL) nunca llega a cero.
La figura 3 muestra las formas de onda típicas de corrientes y voltajes de un convertidor operando en este modo.
El voltaje de salida se puede calcular como sigue, en el caso de un convertidor ideal (es decir, que usa componentes con comportamiento ideal), operando en condiciones estacionarias:
Durante el estado ON, el conmutador S está cerrado, lo que hace que el voltaje de entrada (Vi) aparezca entre los extremos del inductor, lo que causa un cambio de corriente (IL) a través del mismo durante un período (t), según la fórmula:
{\displaystyle {\frac {\Delta I_{L}}{\Delta t}}={\frac {V_{i}}{L}}}
Al final del estado ON, el incremento en corriente a través del inductor es:
{\displaystyle \Delta I_{L_{On}}=\int _{0}^{D\cdot T}{\frac {V_{i}}{L}}dt={\frac {V_{i}\cdot D\cdot T}{L}}}
D es el ciclo de trabajo (factor activo), que representa la fracción del periodo T durante el cual el conmutador S está ON. Por tanto,
D varía entre 0 (S siempre OFF) y 1 (S siempre ON).
Durante el estado OFF, el conmutador S está abierto, y la corriente del inductor fluye a través de la carga. Si consideramos que no hay caída de tensión en el diodo (necesario para que el condensador no devuelva corriente hacia atrás), y un condensador suficientemente grande en voltaje para mantener este constante, la evolución de IL es:
{\displaystyle V_{i}-V_{o}=L{\frac {dI_{L}}{dt}}}
Por tanto, la variación de IL durante el periodo OFF es:
{\displaystyle \Delta I_{L_{Off}}=\int _{0}^{\left(1-D\right)T}{\frac {\left(V_{i}-V_{o}\right)dt}{L}}={\frac {\left(V_{i}-V_{o}\right)\left(1-D\right)T}{L}}}
Si consideramos que el convertidor opera en condiciones estacionarias, la cantidad de energía almacenada en cada uno de sus componentes, debe ser la misma al principio y al final del ciclo completo de conmutación. En particular, la energía almacenada en el inductor está dada por:
{\displaystyle E={\frac {1}{2}}L\cdot I_{L}^{2}}
Así pues, es obvio que la corriente de inductor tiene que ser la misma al principio y al final del ciclo de conmutación. Esto puede ser expresado como:
{\displaystyle \Delta I_{L_{On}}+\Delta I_{L_{Off}}=0}
Sustituyendo {\displaystyle \Delta I_{L_{On}}} y {\displaystyle \Delta I_{L_{Off}}} por sus expresiones, nos queda:
{\displaystyle \Delta I_{L_{On}}+\Delta I_{L_{Off}}={\frac {V_{i}\cdot D\cdot T}{L}}+{\frac {\left(V_{i}-V_{o}\right)\left(1-D\right)T}{L}}=0}
Esto puede simplificarse en:
{\displaystyle {\frac {V_{o}}{V_{i}}}={\frac {1}{1-D}}}
Lo que nos dice que el factor activo ("duty cycle") es:
{\displaystyle D={1-{\frac {V_{i}}{V_{o}}}}}
De esta expresión, se puede ver que el voltaje de salida es siempre mayor que el de entrada (ya que el factor activo D va entre 0 y 1), y que se incrementa con D, teóricamente hasta el infinito según D se acerca a 1. Esto es por lo que normalmente este convertidor a veces se llama "step-up converter" (convertidor que sube un escalón).

### Modo Discontinuo

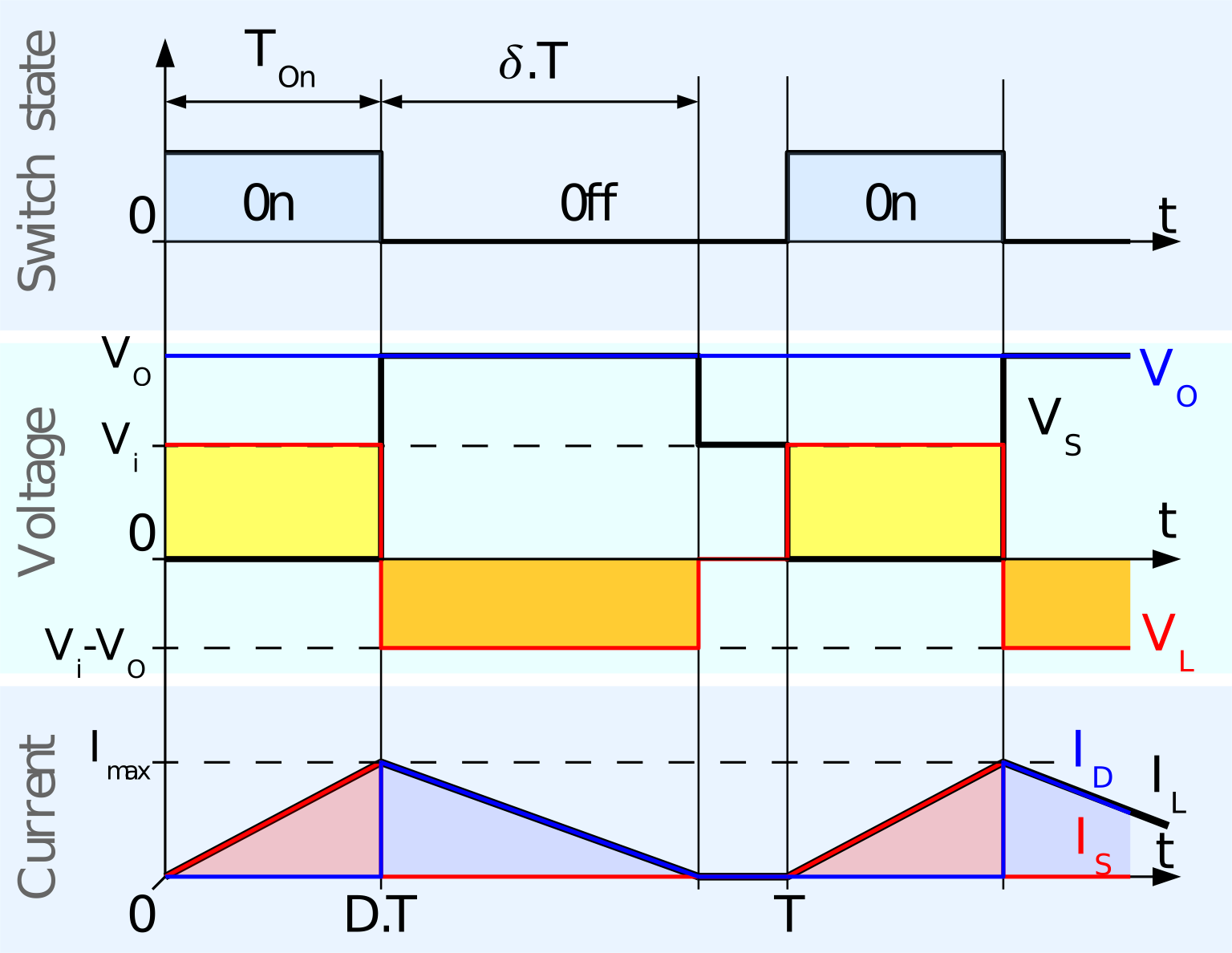
Fig. 4: Formas de onda de corriente y voltaje en un convertidor elevador operando en modo discontinuo.

En algunas situaciones, la cantidad de energía requerida por la carga es suficientemente pequeña como para ser transferida en un tiempo menor que el tiempo total del ciclo de conmutación. En este caso, la corriente a través del inductor cae hasta cero durante parte del periodo. La única diferencia en el principio descrito antes para el modo continuo, es que el inductor se descarga completamente al final del ciclo de conmutación (ver formas de onda de la figura 4). Sin embargo, esta pequeña variación en el funcionamiento, tiene un fuerte efecto en la ecuación del voltaje de salida, que puede calcularse como sigue:
Como la corriente del inductor al principio del ciclo es cero, su máximo valor {\displaystyle I_{L_{Max}}} (en el tiempo t=D.T) es:
{\displaystyle I_{L_{Max}}={\frac {V_{i}\cdot D\cdot T}{L}}}
Durante el tiempo OFF, IL cae hasta cero después de un tiempo δ.T:
{\displaystyle I_{L_{Max}}+{\frac {\left(V_{i}-V_{o}\right)\cdot \delta \cdot T}{L}}=0}
Usando las dos ecuaciones previas, δ es:
{\displaystyle \delta ={\frac {V_{i}\cdot D}{V_{o}-V_{i}}}}
La corriente de carga Io es igual a la corriente media del diodo(ID). Como se puede observar en la figura 4, la corriente del diodo es igual a la corriente del inductor durante el estado OFF. Por tanto, la corriente de salida puede escribirse como:
{\displaystyle I_{o}={\bar {I_{D}}}={\frac {I_{L_{max}}}{2}}\delta }
Reemplazando ILmax y δ por sus expresiones respectivas tenemos:
{\displaystyle I_{o}={\frac {V_{i}\cdot D\cdot T}{2L}}{\frac {V_{i}\cdot D}{V_{o}-V_{i}}}={\frac {V_{i}^{2}\cdot D^{2}\cdot T}{2L\left(V_{o}-V_{i}\right)}}}
Por tanto, la ganancia del voltaje de salida es:
{\displaystyle {\frac {V_{o}}{V_{i}}}=1+{\frac {V_{i}\cdot D^{2}\cdot T}{2L\cdot I_{o}}}}
Comparado con la expresión del voltaje de salida para el modo continuo, esta expresión es mucho más compleja. Además en modo discontinua, la ganancia de voltaje de salida no solo depende del factor activo D, sino también de la inductancia del inductor L,
del voltaje de entrada Vi, de la frecuencia de conmutación y de la corriente de entrada.

## Aplicaciones
Generalmente los sistemas alimentados por baterías necesitan apilar varias baterías en serie para aumentar la tensión. Sin embargo a veces no es posible conectar varias baterías en serie por razones de peso o espacio. Los convertidores elevadores pueden incrementar el voltaje y reducir el número de pilas.
Algunas aplicaciones que usan convertidores elevadores son vehículos híbridos (por ejemplo el Toyota Prius) y sistemas de alumbrado.